# (224592) Carnac
(224592) Carnac est un astéroïde de la ceinture principale.

## Description
(224592) Carnac est un astéroïde de la ceinture principale. Il fut d'abord identifié sous les dénominations 2005 YJ4 et 2000 YD24 avant de recevoir son nom final.
Redécouvert le 22 décembre 2005 par l'astronome français Jean-Claude Merlin, il présente une orbite caractérisée par un demi-grand axe égal à 2,91 UA, d'une excentricité de 0,069 et d'une inclinaison de 3,18° par rapport à l'écliptique.
(224592) Carnac tient son nom de la commune de Carnac dans le Morbihan, Bretagne, France. Elle est célèbre pour ses alignements de mégalithes.